# 6666 Frö
6666 Frö är en asteroid i huvudbältet som upptäcktes den 19 mars 1993 i samband med projektet UESAC. Den fick den preliminära beteckningen 1993 FG20 och  namngavs senare efter Frö (Frej) i den nordiska mytologin.
Frös senaste periheliepassage skedde den 13 augusti 2020. [Uppdatering behövs]